# Protección argentina por patentes de productos farmacéuticos y productos químicos agrícolas (WT/DS171)
El 6 de mayo de 1999, Estados Unidos solicitó consultas con la Argentina sobre dos cuestiones:
La Primera: Estados Unidos protestó contra la supuesta inexistencia en Argentina de protección mediante patente de los productos farmacéuticos u otro régimen eficaz que concediera derechos exclusivos de comercialización de los mismos, de conformidad con el párrafo 9 del art 7 del Acuerdo sobre los ADPIC.
La Segunda: Estados Unidos plantó la cuestión de que la Argentina no se hubiera asegurado de que las modificaciones introducidas en sus leyes, reglamentos o prácticas internas, durante el período transitorio para la aplicación del ADPIC, no hicieran que disminuyera el grado de compatibilidad de su normativa con las disposiciones del párrafo 3 del artículo 39 del Acuerdo sobre los ADPIC e infringiera las disposiciones del párrafo 5 del artículo 65.

## Contexto

### Generalidades
Para comercializar y poner en el mercado un producto farmacéutico o agroquímico se requiere autorización previa por parte de las autoridades competentes de cada país. Es necesaria esta autorización ya que estos productos inciden directamente en la salud pública de una población, sino se comprueban correctamente sus efectos, la consumición de estos puede traer graves consecuencias. Es por esto, que es muy importante de que las legislaciones exigan cierta cantidad de requisitos y pruebas pre clínicas. La experiencia ha demostrado de que el tiempo estimado desde que se empieza a desarrollar una nueva célula hasta que llega a ser un medicamento apto para la comercialización es de aproximadamente 12 años. 
Algunos antecedentes legislativos sobre la protección de datos de prueba es el artículo 42, párrafo 4 A del Acuerdo del Acta Final de la Ronda Uruguay de 1990, en el que expresa que la información aportada para las autorizaciones de productos farmacéuticos no podrá ser utilizada para comercializar algún otro producto competidor por un período de tiempo no menos a 5 años, salvo que el titular diera la autorización.
Hoy en día esta norma es obligatoria para todos los miembros de la Organización Mundial del Comercio Organización Mundial del Comercio (OMC), mediante el artículo 39,3 del Acuerdo sobre los ADPIC, con la diferencia de que hoy en día no aparece en la ley plazos mínimos de protección.
El último artículo citado de los Acuerdos de ADPIC, hace referencia a lo que son los Datos de Prueba. Esto es toda la información que las autoridades sanitarias requieren de un país para tener la autorización pertinente para comercializar un determinado producto farmacéutico en el territorio nacional. Lo que se exige es la presentación de datos que contemplan aspectos relacionados con calidad, eficiencia, en sí son datos de control de las características, la composición y los efectos de cada producto.

### Consideraciones específicas
En un momento, el Gobierno de la Argentina otorgaba protección contra todo uso comercial desleal de los datos de pruebas o cualquier tipo de datos oculto y secreto sometido a las autoridades de reglamentación de la Argentina, apoyando de esta manera las solicitudes en aprobación de la comercialización de productos químicos para la agricultura. Esta protección que tenía duración de 10 años para agosto de 1998 fue eliminada. En el mismo año, el Gobierno argentino publicó el Reglamento 440/98, en el que eliminó la protección eficaz que Argentina le otorgaba a los datos contra usos comerciales desleales.

## Hechos
Agosto de 1998: el gobierno de la Argentina elimina la protección que otorgaba contra todo uso comercial desleal de los datos de pruebas o cualquier tipo de datos ocultos y secretos sometidos a las autoridades de reglamentación de la Argentina.
1998: el gobierno argentino publicó el Reglamento 440/98, en el que eliminó la protección eficaz que Argentina le otorgaba a los datos contra usos comerciales desleales.
6 de mayo de 1999: la Misión Permanente de los Estados Unidos dirige comunicación a la Misión Permanente de la Argentina y al Presidente del Entendimiento de Solución de Diferencias de la OMC. De acuerdo con el párrafo 4 del Art. 4 del ESD y el artículo 64 del Acuerdo sobre los Aspectos de los Derechos de Propiedad Intelectual relacionados con el Comercio (ADPIC) el gobierno de Estados Unidos presentó las siguientes pretensiones: 
1. Invocó que Argentina no otorgaba derechos exclusivos de comercialización para los productos farmacéuticos, de conformidad con lo que dispone el párrafo 9 del Artículo 70 del Acuerdo sobre los ADPIC.
2. Alegó que el Gobierno de la Argentina derogó las cláusulas que garantizaban protección contra el uso comercial desleal de ciertos datos de pruebas presentados para obtener la aprobación para comercializar productos químicos para la agricultura. Estados Unidos afirma que la derogatoria realizada por la Argentina, provocó que disminuyera el grado de compatibilidad del régimen de propiedad intelectual con las disposiciones del párrafo 3 del art 39 del Acuerdo sobre los ADPIC e infringiera las disposiciones del párrafo 5 del art 65.

Entre el 15 de junio de 1999 y el  14 de abril de 2002 se llevan a cabo rondas de consultas entre las partes. 
30 de mayo de 2000: Estados Unidos solicitó una segunda consulta con Argentina alegando incompatibilidad en varias cuestiones de la ley de patentes y la ley sobre información confidencial. Las pretensiones hacían referencia a:
- Argentina continuaba incumpliendo con la protección de ciertos datos de pruebas del uso comercial desleal tal como lo exige el párrafo 3 del artículo 39 del Acuerdo sobre los ADPIC.
- Alegaba el incumplimiento de la protección a los productos fabricados mediante procedimientos patentados tal como lo dice el artículo 28 del mismo acuerdo.

31 de mayo de 2002: comunicación dirigida por la Misión Permanente de la Argentina y la Misión Permanente de los Estados Unidos al Presidente del Órgano de Solución de Diferencias, por petición de las partes. Mediante ese documento las partes comunican que han llegado a un acuerdo sobre todas las cuestiones planteadas por el Gobierno de los Estados Unidos de América en el documento WT/DS171/1.
Sin embargo, quedaron en juego algunas diferencias en la interpretación del párrafo 3 del Art 39 del Acuerdo sobre los ADPIC. Las partes llegaron a un acuerdo de que continuarían con las consultas para seguir evaluando el progreso del proceso legislativo y que el Congreso Nacional de la Argentina llevaría los temas en controversia a remisión.

## Acuerdos logrados
Los acuerdos a los que llegaron los Estados Unidos y Argentina:
1. En cuanto a las licencias obligatorias, los derechos exclusivos de comercialización y las restricciones a la importación las partes llegaron a un acuerdo sobre la aplicación de la ley la cual era compatible con el ADPIC.
2. Con respecto a la extensión de la protección de las invenciones del procedimiento al producto, la inversión de la carga de la prueba en casos de procedimientos por infracción de patentes y las medidas cautelares, el Gobierno de Argentina acordó presentar un proyecto de ley al Congreso de la Nación para modificar su legislación de manera compatible con las disposiciones del Acuerdo sobre los ADPIC .
3. En relación con la patentabilidad de los microorganismos y otra materia el Instituto Nacional de la Propiedad Industrial de Argentina publicó una guía acerca de su práctica que aclaraba la ley haciéndola compatible con las disposiciones del Acuerdo sobre los ADPIC.
4. Si las resoluciones y recomendaciones emitidas por El Órgano de Solución de Diferencias resultan argumentando algo relacionado con la protección de los datos de prueba no divulgados presentados para la aprobación de comercialización de acuerdo al párrafo 3 del artículo 39 del ADPIC, los cuales resulten contrarios a la legislación argentina, Argentina se comprometió a presentar frente al Congreso de la Nación una modificación a la legislación con el fin que quedara compatible con las obligaciones emanadas del ADPIC.

## Controversias
Los Estados Unidos solicitaron la celebración de consultas con la Argentina respecto de dos cuestiones controvertidas principalmente: 
- En primer lugar, Estados Unidos protestaba contra la supuesta inexistencia en Argentina de protección mediante patente de los productos farmacéuticos u otro régimen eficaz que concediera derechos exclusivos de comercialización de los mismos.

Es decir, Estados Unidos invocaba que Argentina no otorgaba derechos exclusivos de comercialización para los productos farmacéuticos, de conformidad con lo que dispone el ADPIC.
Según el reclamante, el Acuerdo sobre los ADPIC prohibía a los Miembros de la OMC permitir que terceros comercializaran los productos que fueran objeto de derechos exclusivos de comercialización sin el consentimiento del titular de esos derechos. Sostenía que la legislación argentina vigente no preveía la protección mediante patente de productos para las invenciones de productos farmacéuticos, ni un sistema que se adaptara a las exigencias del ADPIC con respecto a la concesión de derechos exclusivos de comercialización. Por ello, Estados Unidos sostenía que el régimen Argentino parecía incompatible con los artículos 27, 65 y 70 del ADPIC.
Artículo 65  del Acuerdo sobre los ADPIC:
- Párrafo 2: Todo país en desarrollo Miembro tiene derecho a aplazar por un nuevo período de cuatro años la fecha de aplicación, que se establece en el párrafo 1, de las disposiciones del presente Acuerdo, con excepción de los artículos 3, 4 y 5.
- Párrafo 5:  Todo Miembro que se valga de un período transitorio al amparo de lo dispuesto en los párrafos 1, 2, 3 ó 4 se asegurará de que las modificaciones que introduzca en sus leyes, reglamentos o prácticas durante ese período no hagan que disminuya el grado de compatibilidad de éstos con las disposiciones del presente Acuerdo.

2.  Artículo 70, párrafo 9:  Cuando un producto sea objeto de una solicitud de patente en un Miembro de conformidad con el párrafo 8 a), se concederán derechos exclusivos de comercialización, no obstante las disposiciones de la Parte VI, durante un período de cinco años contados a partir de la obtención de la aprobación de comercialización en ese Miembro o hasta que se conceda o rechace una patente de producto en ese Miembro si este período fuera más breve, siempre que, con posterioridad a la fecha de entrada en vigor del Acuerdo sobre la OMC, se haya presentado una solicitud de patente, se haya concedido una patente para ese producto y se haya obtenido la aprobación de comercialización en otro Miembro
3. Artículo 27: Materia patentable
- En segundo lugar, Estados Unidos plantó la cuestión de que la Argentina no se hubiera asegurado de que las modificaciones introducidas en sus leyes, reglamentos o prácticas internas, durante el período transitorio para la aplicación del ADPIC, no hicieran que disminuyera el grado de compatibilidad de su normativa con las disposiciones del Acuerdo sobre los ADPIC.

Es decir, que el Gobierno de la Argentina derogó las cláusulas que garantizaban protección contra el uso comercial desleal de ciertos datos de pruebas presentados para obtener la aprobación para comercializar productos químicos para la agricultura. 
Estados Unidos sostenía que hasta agosto de 1998, la Argentina había otorgado un período de protección de 10 años de duración contra todo uso comercial desleal de los datos sometidos a las autoridades de la Argentina en fundamento de solicitudes de aprobación de la comercialización de productos químicos para la agricultura. Asimismo, Estados Unidos mantenía que desde la publicación en 1998 del Reglamento 440/98, la Argentina no había otorgado protección eficaz para esos datos contra usos comerciales desleales. 
La derogatoria de Argentina, provocó que disminuyera el grado de compatibilidad del régimen de propiedad intelectual con las disposiciones del ADPIC. Por ello, los Estados Unidos alegaban que el régimen legal de la Argentina era incompatible con el párrafo 5 del artículo 65 del Acuerdo sobre los ADPIC.
Párrafo 5:  Todo Miembro que se valga de un período transitorio al amparo de lo dispuesto en los párrafos 1, 2, 3 ó 4 se asegurará de que las modificaciones que introduzca en sus leyes, reglamentos o prácticas durante ese período no hagan que disminuya el grado de compatibilidad de éstos con las disposiciones del presente Acuerdo.
Según los Estados Unidos, los regímenes jurídicos de la Argentina que regulaban la protección de las patentes y los datos eran, en consecuencia, incompatibles con las obligaciones de la Argentina en el marco del Acuerdo sobre los ADPIC. 